# Valentine Schlegel
Valentine Schlegel (Sète, 23 de noviembre de 1925 -  París, 16 de mayo de 2021) fue una escultora y ceramista francesa. Es particularmente conocida por su serie de jarrones creados durante la década de 1950 y por las chimeneas de yeso que realizaba por encargo en casas particulares.

## Biografía

### Primeros años
Valentine Schlegel nació y creció en Sète. Su familia paterna era de tradición artesana. Su padre dirigía un taller de restauración de muebles y su abuelo era ebanista. Tuvo dos hermanas mayores: Andrée Vilar (1916-2009), artista y Suzanne Schlegel-Fournier, fotógrafa (1919-2007). Durante su infancia comenzó a incursionar en la industria artesanal. 
En 1937, se unió a las Girl Scouts en la Federación Francesa de Girl Scouts, un movimiento scout para niñas. Su sección llevaba el nombre de Wakandas. Fue allí donde aprendió sobre técnicas de fuego y la fabricación de herramientas. Se convirtió en líder en 1942.

### Educación
En 1942 ingresó en la École des Beaux-Arts de Montpellier, donde estudió principalmente dibujo y pintura.

## Carrera artística

### Diseñadora de vestuario, directora de escena y asesora artística
A partir de 1947 comenzó a trabajar en el Festival de Aviñón con Jean Vilar, su cuñado. Schlegel se dedicó sobre todo a la utilería, y como ayudante del pintor y decorador Léon Gischia, en la creación del vestuario. Durante cuatro años, ocupó varios puestos allí: directora de escena, diseñadora de vestuario, apuntadora. En 1951, fue la responsable de la dirección general del Festival. También realizaba figuras que representaban personajes de las obras que ofrecía a los actores.
En 1954 fue directora artística de La Pointe courte, primer largometraje de Agnès Varda, a quien conoció en los bancos del colegio de Sète durante la guerra, y a la que permanecerá cercana toda su vida.
En 1955, a petición de Paul Claudel, crea el decorado de la obra L’Histoire de Tobie et de Sara.

### Ceramista
En 1945 se traslada a París, donde descubrió la cerámica y la escultura con Frédérique Bourguet, amiga de la Escuela de Beaux-Arts de Montpellier, con quien compartió un taller, en la calle Vavin hasta 1951. Trabajaron juntas en el modelado de objetos utilitarios. Sus piezas estaban inspiradas en la antigua cerámica mediterránea.
Luego se mudó a un estudio en la calle Daguerre entre 1951 y 1957; más tarde a un estudio en la calle Bezout a partir de 1957, donde continuó explorando la cerámica con su hermana Andrée Vilar. Su trabajo artístico se extendió a la maquetación de su estudio. Su lugar de trabajo y su vida le permitieron explorar nuevos materiales, por lo que allí construyó herrajes de yeso.
Desde 1954 hasta la década de 1960, trabajó sola en una gran serie de jarrones de cerámica montados con colombín, fayenza con chamota. Estas piezas fueron expuestas en la galería La Roue en 1955 con las de Elisabeth Joulia; luego en La Demeure en 1956 con Mario Prassinos y su hermana Andrée Vilar.

### Artesana
Durante la década de 1950, Valentine Schlegel se fue de viaje a Portugal donde descubrió el modelaje portugués. A su regreso, hizo y coleccionó figurillas de Belén.
Cuando estuvo en Sète, trabajó con amigos el cuero y la madera. Todavía fabricaba objetos cotidianos: bolsos y zapatos de cuero, cubiertos de madera. También bordaba baberos y sábanas.
También creó composiciones de plantas en sus jarrones, las cuales fueron fotografiadas por Agnès Varda, y luego por Anne Gaillard.

### Chimeneas y objetos decorativos
De 1959 a 2002, creó y construyó in situ alrededor de un centenar de chimeneas para particulares, con su asistente Frédéric Sichel-Dulong. Produjo notables obras para Gérard Philipe y Jeanne Moreau. Estas chimeneas estaban hechas de estuco (staff) y estaban decoradas con cubiertas y estantes. Las formas redondeadas, todas en curvas, estaban inspiradas en parte en las velas de los barcos que observó durante su infancia mediterránea.
En 1965 produjo chimeneas para exposiciones del Salon des arts menagers y para una tienda de muebles en París.
A petición del arquitecto Alain Pati, trabajó en el vestíbulo de un edificio en Courbevoie. Allí realizó el techo y la carpintería; junto con Denise Voïta, quien pintó; y Jean-Loup Ricur que realizó los mosaicos de paredes.
Su casa se utilizó en ese momento como escaparate de estas creaciones, además de como tienda. En 1976, compró esa casa con Yvonne Brunhammer, curadora del Museo de Artes Decorativas. La casa se dividió en dos viviendas independientes.
A partir de 1984 realizó, en homenaje a su cuñado Jean Vilar, una estatua de bronce para el teatro nacional de Chaillot de París y un busto de terracota para el museo Paul Valéry de Sète.
En 2014, la decoración del desfile primavera-verano de Dior se inspiró en sus diseños, por iniciativa del diseñador Raf Simmons.

### Carrera docente
Para 1956, difícilmente vivía de su arte a pesar de tener una obra prolífica, debido a que la cerámica era poco apreciada. Por tanto, también tenía que dar clase en el Lycée de Sèvres. François Mathey la invitó a fundar el centro de modelado de talleres para niños menores de 13 años en el Musée des Arts décoratifs de París, donde enseñó desde 1958 hasta 1987. Allí expuso muchas veces. Agnès Varda filmó un reportaje en 1966, Les Enfants du musée, sobre estos talleres. También dio clases particulares a Jacques Grange.
Se rodeó de muchos asistentes a lo largo de su carrera artística, entre ellos Frédéric Sichel-Dulong, uno de sus antiguos alumnos; Catherine Bouroche, Marie-Noël Verdier, Claudie Sichel-Dulong, Francis Bérezné, Philippe Cotta, Christian Desse, Vincent Fournier y Blaise Fournier.

## Vida privada
Valentine Schlegel era lesbiana, y se instaló en París principalmente para aprovechar la libertad moral que ahí se vivía. Fue cercana a los círculos feministas.
Apegada a su ciudad natal, pasó su vida entre Sète y París.

## Exposiciones
- La Roue en 1955 con Elisabeth Joulia[13]
- La Demeure en 1956 con Mario Prassinos y Andrée Vilar[13]
- Antagonismes 2, l’objet en el Musée des Arts Décoratifs en 1962[15]
- La Demeure en 1975, invitada por Denise Majorel, expuso maquetas, bajorrelieves, jarrones, móviles de madera y fotografías de sus chimeneas realizadas por su hermana Suzanne Fournier. Hizo una escultura de yeso en el lugar para mostrar sus jarrones[3]
- Ils collectionnent, invitada por François Mathey, presentó su colección de cuchillos instalados en un banco de peces en 1974[3]
- Métiers de l’art en el Musée des Arts Décoratifs, allí exhibe una puerta de cuero[3]
- Céramiques 1950-1958, exposición en la galería Mouvements Modernes de Pierre Staudenmeyer en 2005[18][19]
- Cette femme pourrait dormir dans l'eau en el CAC de Brétigny en 2017, por Hélène Bertin[4]
- Valentine Schlegel, Tu m’accompagneras à la plage? en Sète en 2019 en el CRAC, por Hélène Bertin[18][20]
- Valentine Schlegel par Agnès Varda, Galerie Nathalie Obadia, París, 2020[21]